# Sum (Verwaltungsgliederung)
Ein Sum (mongolisch ᠰᠤᠮᠤ kyrillisch Сум) ist  eine Einheit der Verwaltungsgliederung in den mongolischsprachigen Gebieten der Mongolei, in China und in Russland.

## Mongolei
In der Mongolei sind die Sum die zweitoberste Ebene der regionalen Verwaltungsgliederung. Sie sind in Bag untergliedert. Mehrere Sum bilden einen Aimag. Es gibt 330 Sum in der Mongolei (Stand 2024). Ein Sum ist mit der deutschen Verwaltungseinheit des Landkreises vergleichbar.

## China
Im Autonomen Gebiet Innere Mongolei in der Volksrepublik China gibt es 151 Sum (chinesisch 苏木, Pinyin sūmù) als Verwaltungseinheiten auf Gemeindeebene.

## Russland
In Russland sind die Sumon die zweitoberste Ebene der regionalen Verwaltungsgliederung der autonomen Republik Tuwa. In der Republik Burjatien heißt die gleiche Ebene Somon. Beide sind äquivalent zur russischen Bezeichnung Selski sowet, kurz auch Selsowet (russisch Сельский совет, Сельсовет ‚Dorfsowjet‘).